# Guerman Gaziumov
Guerman Gaziumov (16 de febrero de 1936) es un jinete soviético que compitió en la modalidad de concurso completo. Ganó dos medallas en el Campeonato Europeo de Concurso Completo de 1962.

## Palmarés internacional
| Campeonato Europeo | Campeonato Europeo     | Campeonato Europeo | Campeonato Europeo |
| Año                | Lugar                  | Medalla            | Categoría          |
| ------------------ | ---------------------- | ------------------ | ------------------ |
| 1962               | Burghley (Reino Unido) | Medalla de oro     | Por equipos        |
| 1962               | Burghley (Reino Unido) | Medalla de plata   | Individual         |